# Lista över fornlämningar i Linköpings kommun (Törnevalla)
Lista över fornlämningar i Linköpings kommun (Törnevalla) är en förteckning av ett urval av de fornlämningar som finns i Törnevalla i Linköpings kommun.
| Namn                               | Lämningstyp                 | Tillkomsttid | Historisk indelning      | Plats | Läge                 | ID-nr          | Bild                                      |
| ---------------------------------- | --------------------------- | ------------ | ------------------------ | ----- | -------------------- | -------------- | ----------------------------------------- |
| Törnevalla 2:1                     | Stensättning                |              | Törnevalla, Östergötland |       | 58.448671, 15.763519 | 10051500020001 | Ladda upp en bild av detta fornminne      |
| Törnevalla 4:2                     | Stensättning                |              | Törnevalla, Östergötland |       | 58.445797, 15.763321 | 10051500040002 | Ladda upp en bild av detta fornminne      |
| Törnevalla 6:1                     | Gravfält                    |              | Törnevalla, Östergötland |       | 58.445667, 15.772838 | 10051500060001 | Ladda upp en bild av detta fornminne      |
| Törnevalla 8:1                     | Stensättning                |              | Törnevalla, Östergötland |       | 58.455371, 15.771544 | 10051500080001 | Ladda upp en bild av detta fornminne      |
| Törnevalla 9:1                     | Gravfält                    |              | Törnevalla, Östergötland |       | 58.453248, 15.779940 | 10051500090001 | Ladda upp en bild av detta fornminne      |
| Törnevalla 10:1                    | Stensättning                |              | Törnevalla, Östergötland |       | 58.456117, 15.790988 | 10051500100001 | Ladda upp en bild av detta fornminne      |
| Törnevalla 11:1                    | Stensättning                |              | Törnevalla, Östergötland |       | 58.454725, 15.789125 | 10051500110001 | Ladda upp en bild av detta fornminne      |
| Törnevalla 12:1                    | Stensättning                |              | Törnevalla, Östergötland |       | 58.458988, 15.796022 | 10051500120001 | Ladda upp en bild av detta fornminne      |
| Törnevalla 12:2                    | Stensättning                |              | Törnevalla, Östergötland |       | 58.458985, 15.795693 | 10051500120002 | Ladda upp en bild av detta fornminne      |
| Törnevalla 13:1                    | Stensättning                |              | Törnevalla, Östergötland |       | 58.455290, 15.797380 | 10051500130001 | Ladda upp en bild av detta fornminne      |
| Törnevalla 13:2                    | Stensättning                |              | Törnevalla, Östergötland |       | 58.455133, 15.797484 | 10051500130002 | Ladda upp en bild av detta fornminne      |
| Törnevalla 14:1                    | Stensättning                |              | Törnevalla, Östergötland |       | 58.456609, 15.800484 | 10051500140001 | Ladda upp en bild av detta fornminne      |
| Törnevalla 14:2                    | Stensättning                |              | Törnevalla, Östergötland |       | 58.456763, 15.800228 | 10051500140002 | Ladda upp en bild av detta fornminne      |
| Törnevalla 14:3                    | Stensättning                |              | Törnevalla, Östergötland |       | 58.456773, 15.800540 | 10051500140003 | Ladda upp en bild av detta fornminne      |
| Törnevalla 16:1                    | Stensättning                |              | Törnevalla, Östergötland |       | 58.459074, 15.798148 | 10051500160001 | Ladda upp en bild av detta fornminne      |
| Törnevalla 17:1                    | Hög                         |              | Törnevalla, Östergötland |       | 58.461231, 15.802805 | 10051500170001 | Ladda upp en bild av detta fornminne      |
| Törnevalla 18:1                    | Gravfält                    |              | Törnevalla, Östergötland |       | 58.464462, 15.805001 | 10051500180001 | Ladda upp en bild av detta fornminne      |
| Törnevalla 20:1                    | Gravfält                    |              | Törnevalla, Östergötland |       | 58.436686, 15.781264 | 10051500200001 | Ladda upp en bild av detta fornminne      |
| Törnevalla 21:1                    | Röse                        |              | Törnevalla, Östergötland |       | 58.422529, 15.810145 | 10051500210001 | Ladda upp en bild av detta fornminne      |
| Törnevalla 21:2                    | Stensättning                |              | Törnevalla, Östergötland |       | 58.422424, 15.810286 | 10051500210002 | Ladda upp en bild av detta fornminne      |
| Törnevalla 23:1                    | Stensättning                |              | Törnevalla, Östergötland |       | 58.423606, 15.800030 | 10051500230001 | Ladda upp en bild av detta fornminne      |
| Törnevalla 23:2                    | Stensättning                |              | Törnevalla, Östergötland |       | 58.423522, 15.800332 | 10051500230002 | Ladda upp en bild av detta fornminne      |
| Törnevalla 24:1                    | Gravfält                    |              | Törnevalla, Östergötland |       | 58.422335, 15.802671 | 10051500240001 | Ladda upp en bild av detta fornminne      |
| Törnevalla 25:1                    | Gravfält                    |              | Törnevalla, Östergötland |       | 58.421335, 15.800462 | 10051500250001 | Ladda upp en bild av detta fornminne      |
| Törnevalla 26:1                    | Gravfält                    |              | Törnevalla, Östergötland |       | 58.423558, 15.797799 | 10051500260001 | Ladda upp en bild av detta fornminne      |
| Törnevalla 27:1                    | Gravfält                    |              | Törnevalla, Östergötland |       | 58.429856, 15.805021 | 10051500270001 | Ladda upp en bild av detta fornminne      |
| Ög 224 (Törnevalla 27:2)           | Runristning                 |              | Törnevalla, Östergötland |       | 58.429626, 15.805551 | 10051500270002 | Ladda upp en till bild av detta fornminne |
| Törnevalla 29:1                    | Stensättning                |              | Törnevalla, Östergötland |       | 58.427804, 15.801335 | 10051500290001 | Ladda upp en bild av detta fornminne      |
| Törnevalla 30:1                    | Gravfält                    |              | Törnevalla, Östergötland |       | 58.430038, 15.799481 | 10051500300001 | Ladda upp en bild av detta fornminne      |
| Törnevalla 32:1                    | Gravfält                    |              | Törnevalla, Östergötland |       | 58.430005, 15.794194 | 10051500320001 | Ladda upp en bild av detta fornminne      |
| Törnevalla 33:1                    | Gravfält                    |              | Törnevalla, Östergötland |       | 58.431870, 15.794736 | 10051500330001 | Ladda upp en bild av detta fornminne      |
| Törnevalla 34:1                    | Stensättning                |              | Törnevalla, Östergötland |       | 58.435337, 15.801647 | 10051500340001 | Ladda upp en bild av detta fornminne      |
| Törnevalla 34:2                    | Stensättning                |              | Törnevalla, Östergötland |       | 58.435463, 15.801387 | 10051500340002 | Ladda upp en bild av detta fornminne      |
| Törnevalla 35:1                    | Stensättning                |              | Törnevalla, Östergötland |       | 58.439098, 15.807914 | 10051500350001 | Ladda upp en bild av detta fornminne      |
| Törnevalla 35:2                    | Stensättning                |              | Törnevalla, Östergötland |       | 58.438875, 15.807945 | 10051500350002 | Ladda upp en bild av detta fornminne      |
| Törnevalla 36:1                    | Stensättning                |              | Törnevalla, Östergötland |       | 58.438264, 15.811965 | 10051500360001 | Ladda upp en bild av detta fornminne      |
| Törnevalla 36:2                    | Stensättning                |              | Törnevalla, Östergötland |       | 58.438265, 15.812270 | 10051500360002 | Ladda upp en bild av detta fornminne      |
| Törnevalla 37:1                    | Stensättning                |              | Törnevalla, Östergötland |       | 58.438873, 15.810408 | 10051500370001 | Ladda upp en bild av detta fornminne      |
| Törnevalla 39:1                    | Röse                        |              | Törnevalla, Östergötland |       | 58.424518, 15.815668 | 10051500390001 | Ladda upp en bild av detta fornminne      |
| Törnevalla 39:2                    | Stensättning                |              | Törnevalla, Östergötland |       | 58.424362, 15.815831 | 10051500390002 | Ladda upp en bild av detta fornminne      |
| Törnevalla 39:3                    | Stensättning                |              | Törnevalla, Östergötland |       | 58.424070, 15.816369 | 10051500390003 | Ladda upp en bild av detta fornminne      |
| Törnevalla 40:1                    | Stensättning                |              | Törnevalla, Östergötland |       | 58.423854, 15.817030 | 10051500400001 | Ladda upp en bild av detta fornminne      |
| Törnevalla 40:2                    | Stensättning                |              | Törnevalla, Östergötland |       | 58.423702, 15.816998 | 10051500400002 | Ladda upp en bild av detta fornminne      |
| Törnevalla 41:2                    | Grav markerad av sten/block |              | Törnevalla, Östergötland |       | 58.437937, 15.823140 | 10051500410002 | Ladda upp en bild av detta fornminne      |
| Törnevalla 41:3                    | Grav markerad av sten/block |              | Törnevalla, Östergötland |       | 58.437988, 15.823228 | 10051500410003 | Ladda upp en bild av detta fornminne      |
| Törnevalla 42:1                    | Gravfält                    |              | Törnevalla, Östergötland |       | 58.439953, 15.821950 | 10051500420001 | Ladda upp en bild av detta fornminne      |
| Törnevalla 43:1                    | Gravfält                    |              | Törnevalla, Östergötland |       | 58.441414, 15.822479 | 10051500430001 | Ladda upp en bild av detta fornminne      |
| Törnevalla 45:1                    | Stensättning                |              | Törnevalla, Östergötland |       | 58.439604, 15.820019 | 10051500450001 | Ladda upp en bild av detta fornminne      |
| Törnevalla 45:2                    | Stensättning                |              | Törnevalla, Östergötland |       | 58.439416, 15.819222 | 10051500450002 | Ladda upp en bild av detta fornminne      |
| Törnevalla 46:1                    | Stensättning                |              | Törnevalla, Östergötland |       | 58.437259, 15.821835 | 10051500460001 | Ladda upp en bild av detta fornminne      |
| Törnevalla 46:2                    | Grav markerad av sten/block |              | Törnevalla, Östergötland |       | 58.436805, 15.822060 | 10051500460002 | Ladda upp en bild av detta fornminne      |
| Törnevalla 46:3                    | Grav markerad av sten/block |              | Törnevalla, Östergötland |       | 58.436682, 15.822170 | 10051500460003 | Ladda upp en bild av detta fornminne      |
| Törnevalla 50:1                    | Stensättning                |              | Törnevalla, Östergötland |       | 58.437915, 15.778728 | 10051500500001 | Ladda upp en bild av detta fornminne      |
| Törnevalla 50:2                    | Stensättning                |              | Törnevalla, Östergötland |       | 58.437713, 15.778945 | 10051500500002 | Ladda upp en bild av detta fornminne      |
| Törnevalla 51:1                    | Stensättning                |              | Törnevalla, Östergötland |       | 58.440585, 15.801276 | 10051500510001 | Ladda upp en bild av detta fornminne      |
| Törnevalla 52:1                    | Stensättning                |              | Törnevalla, Östergötland |       | 58.449841, 15.794482 | 10051500520001 | Ladda upp en bild av detta fornminne      |
| Törnevalla 53:1                    | Stensättning                |              | Törnevalla, Östergötland |       | 58.448796, 15.796546 | 10051500530001 | Ladda upp en bild av detta fornminne      |
| Törnevalla 54:1                    | Gravfält                    |              | Törnevalla, Östergötland |       | 58.448634, 15.795164 | 10051500540001 | Ladda upp en bild av detta fornminne      |
| Törnevalla 56:1                    | Stensättning                |              | Törnevalla, Östergötland |       | 58.472671, 15.805746 | 10051500560001 | Ladda upp en bild av detta fornminne      |
| Törnevalla 57:3                    | Stensättning                |              | Törnevalla, Östergötland |       | 58.458591, 15.818447 | 10051500570003 | Ladda upp en bild av detta fornminne      |
| Törnevalla 58:1                    | Stensättning                |              | Törnevalla, Östergötland |       | 58.456165, 15.814123 | 10051500580001 | Ladda upp en bild av detta fornminne      |
| Törnevalla 58:2                    | Stensättning                |              | Törnevalla, Östergötland |       | 58.456305, 15.814947 | 10051500580002 | Ladda upp en bild av detta fornminne      |
| Törnevalla 58:3                    | Stensättning                |              | Törnevalla, Östergötland |       | 58.456179, 15.814592 | 10051500580003 | Ladda upp en bild av detta fornminne      |
| Törnevalla 59:1                    | Gravfält                    |              | Törnevalla, Östergötland |       | 58.454714, 15.817832 | 10051500590001 | Ladda upp en bild av detta fornminne      |
| Törnevalla 61:1                    | Stensättning                |              | Törnevalla, Östergötland |       | 58.455714, 15.818096 | 10051500610001 | Ladda upp en bild av detta fornminne      |
| Törnevalla 62:1                    | Stensättning                |              | Törnevalla, Östergötland |       | 58.454606, 15.819667 | 10051500620001 | Ladda upp en bild av detta fornminne      |
| Törnevalla 62:2                    | Grav markerad av sten/block |              | Törnevalla, Östergötland |       | 58.454517, 15.819975 | 10051500620002 | Ladda upp en bild av detta fornminne      |
| Törnevalla 62:3                    | Stensättning                |              | Törnevalla, Östergötland |       | 58.454880, 15.819277 | 10051500620003 | Ladda upp en bild av detta fornminne      |
| Törnevalla 62:4                    | Grav markerad av sten/block |              | Törnevalla, Östergötland |       | 58.454592, 15.820191 | 10051500620004 | Ladda upp en bild av detta fornminne      |
| Törnevalla 62:5                    | Grav markerad av sten/block |              | Törnevalla, Östergötland |       | 58.454663, 15.820363 | 10051500620005 | Ladda upp en bild av detta fornminne      |
| Törnevalla 62:6                    | Stensättning                |              | Törnevalla, Östergötland |       | 58.454674, 15.819740 | 10051500620006 | Ladda upp en bild av detta fornminne      |
| Törnevalla 62:7                    | Stensättning                |              | Törnevalla, Östergötland |       | 58.454669, 15.819857 | 10051500620007 | Ladda upp en bild av detta fornminne      |
| Törnevalla 62:8                    | Stensättning                |              | Törnevalla, Östergötland |       | 58.454606, 15.820004 | 10051500620008 | Ladda upp en bild av detta fornminne      |
| Ög 223 (Törnevalla 63:1)           | Runristning                 |              | Törnevalla, Östergötland |       | 58.451469, 15.827773 | 10051500630001 | Ladda upp en till bild av detta fornminne |
| Törnevalla 64:1                    | Gravfält                    |              | Törnevalla, Östergötland |       | 58.451695, 15.826834 | 10051500640001 | Ladda upp en bild av detta fornminne      |
| Kungagraven (Törnevalla 65:1)      | Hög                         |              | Törnevalla, Östergötland |       | 58.442039, 15.790395 | 10051500650001 | Ladda upp en bild av detta fornminne      |
| Törnevalla 66:1                    | Grav- och boplatsområde     |              | Törnevalla, Östergötland |       | 58.439033, 15.788020 | 10051500660001 | Ladda upp en bild av detta fornminne      |
| Törnevalla 68:1                    | Grav- och boplatsområde     |              | Törnevalla, Östergötland |       | 58.440683, 15.771466 | 10051500680001 | Ladda upp en bild av detta fornminne      |
| Törnevalla 71:1                    | Stensättning                |              | Törnevalla, Östergötland |       | 58.441067, 15.780453 | 10051500710001 | Ladda upp en bild av detta fornminne      |
| Törnevalla 71:2                    | Stensättning                |              | Törnevalla, Östergötland |       | 58.440870, 15.780327 | 10051500710002 | Ladda upp en bild av detta fornminne      |
| Törnevalla 72:1                    | Stensättning                |              | Törnevalla, Östergötland |       | 58.441787, 15.782149 | 10051500720001 | Ladda upp en bild av detta fornminne      |
| Törnevalla 72:2                    | Stensättning                |              | Törnevalla, Östergötland |       | 58.441631, 15.782163 | 10051500720002 | Ladda upp en bild av detta fornminne      |
| Törnevalla 72:5                    | Stensättning                |              | Törnevalla, Östergötland |       | 58.441616, 15.781406 | 10051500720005 | Ladda upp en bild av detta fornminne      |
| Törnevalla 73:1                    | Gravfält                    |              | Törnevalla, Östergötland |       | 58.444733, 15.781923 | 10051500730001 | Ladda upp en bild av detta fornminne      |
| Törnevalla 74:1                    | Gravfält                    |              | Törnevalla, Östergötland |       | 58.443736, 15.785019 | 10051500740001 | Ladda upp en bild av detta fornminne      |
| Törnevalla 76:1                    | Stensättning                |              | Törnevalla, Östergötland |       | 58.457692, 15.804602 | 10051500760001 | Ladda upp en bild av detta fornminne      |
| Törnevalla 76:2                    | Stensättning                |              | Törnevalla, Östergötland |       | 58.457534, 15.805436 | 10051500760002 | Ladda upp en bild av detta fornminne      |
| Törnevalla 76:3                    | Stensättning                |              | Törnevalla, Östergötland |       | 58.457671, 15.806174 | 10051500760003 | Ladda upp en bild av detta fornminne      |
| Törnevalla 76:4                    | Grav markerad av sten/block |              | Törnevalla, Östergötland |       | 58.457588, 15.806502 | 10051500760004 | Ladda upp en bild av detta fornminne      |
| Törnevalla 77:1                    | Gravfält                    |              | Törnevalla, Östergötland |       | 58.447898, 15.777601 | 10051500770001 | Ladda upp en bild av detta fornminne      |
| Törnevalla 79:1                    | Stensättning                |              | Törnevalla, Östergötland |       | 58.450944, 15.776651 | 10051500790001 | Ladda upp en bild av detta fornminne      |
| Törnevalla 81:1                    | Stensättning                |              | Törnevalla, Östergötland |       | 58.485076, 15.859095 | 10051500810001 | Ladda upp en bild av detta fornminne      |
| Törnevalla 82:1                    | Gravfält                    |              | Törnevalla, Östergötland |       | 58.476009, 15.861618 | 10051500820001 | Ladda upp en bild av detta fornminne      |
| Törnevalla 83:1                    | Stensättning                |              | Törnevalla, Östergötland |       | 58.476652, 15.860546 | 10051500830001 | Ladda upp en bild av detta fornminne      |
| Törnevalla 84:1                    | Grav- och boplatsområde     |              | Törnevalla, Östergötland |       | 58.477253, 15.858699 | 10051500840001 | Ladda upp en bild av detta fornminne      |
| Törnevalla 85:2                    | Stensättning                |              | Törnevalla, Östergötland |       | 58.478532, 15.862076 | 10051500850002 | Ladda upp en bild av detta fornminne      |
| Törnevalla 86:1                    | Stensättning                |              | Törnevalla, Östergötland |       | 58.477223, 15.850725 | 10051500860001 | Ladda upp en bild av detta fornminne      |
| Törnevalla 87:3                    | Stensättning                |              | Törnevalla, Östergötland |       | 58.477223, 15.852671 | 10051500870003 | Ladda upp en bild av detta fornminne      |
| Törnevalla 88:1                    | Stensättning                |              | Törnevalla, Östergötland |       | 58.477101, 15.853772 | 10051500880001 | Ladda upp en bild av detta fornminne      |
| Törnevalla 89:1                    | Stensättning                |              | Törnevalla, Östergötland |       | 58.477236, 15.855782 | 10051500890001 | Ladda upp en bild av detta fornminne      |
| Törnevalla 90:1                    | Stensättning                |              | Törnevalla, Östergötland |       | 58.477616, 15.856890 | 10051500900001 | Ladda upp en bild av detta fornminne      |
| Törnevalla 90:2                    | Stensättning                |              | Törnevalla, Östergötland |       | 58.477758, 15.856758 | 10051500900002 | Ladda upp en bild av detta fornminne      |
| Törnevalla 92:1                    | Stensättning                |              | Törnevalla, Östergötland |       | 58.473739, 15.850603 | 10051500920001 | Ladda upp en bild av detta fornminne      |
| Törnevalla 93:1                    | Stensättning                |              | Törnevalla, Östergötland |       | 58.473822, 15.838532 | 10051500930001 | Ladda upp en bild av detta fornminne      |
| Törnevalla 94:1                    | Stensättning                |              | Törnevalla, Östergötland |       | 58.474513, 15.833869 | 10051500940001 | Ladda upp en bild av detta fornminne      |
| Törnevalla 96:1                    | Gravfält                    |              | Törnevalla, Östergötland |       | 58.473157, 15.830391 | 10051500960001 | Ladda upp en bild av detta fornminne      |
| Törnevalla 97:1                    | Gravfält                    |              | Törnevalla, Östergötland |       | 58.472347, 15.828184 | 10051500970001 | Ladda upp en bild av detta fornminne      |
| Gullbacken (Törnevalla 98:1)       | Fornborg                    |              | Törnevalla, Östergötland |       | 58.472187, 15.829476 | 10051500980001 | Ladda upp en bild av detta fornminne      |
| Törnevalla 99:1                    | Stensättning                |              | Törnevalla, Östergötland |       | 58.470652, 15.831435 | 10051500990001 | Ladda upp en bild av detta fornminne      |
| Törnevalla 99:2                    | Stensättning                |              | Törnevalla, Östergötland |       | 58.471044, 15.831639 | 10051500990002 | Ladda upp en bild av detta fornminne      |
| Törnevalla 100:1                   | Stensättning                |              | Törnevalla, Östergötland |       | 58.475235, 15.842326 | 10051501000001 | Ladda upp en bild av detta fornminne      |
| Törnevalla 100:2                   | Stensättning                |              | Törnevalla, Östergötland |       | 58.475468, 15.841884 | 10051501000002 | Ladda upp en bild av detta fornminne      |
| Törnevalla 100:3                   | Stensättning                |              | Törnevalla, Östergötland |       | 58.475434, 15.842246 | 10051501000003 | Ladda upp en bild av detta fornminne      |
| Törnevalla 101:1                   | Stensättning                |              | Törnevalla, Östergötland |       | 58.476208, 15.846946 | 10051501010001 | Ladda upp en bild av detta fornminne      |
| Törnevalla 103:1                   | Stensättning                |              | Törnevalla, Östergötland |       | 58.469078, 15.851277 | 10051501030001 | Ladda upp en bild av detta fornminne      |
| Törnevalla 103:2                   | Stensättning                |              | Törnevalla, Östergötland |       | 58.468937, 15.851731 | 10051501030002 | Ladda upp en bild av detta fornminne      |
| Törnevalla 104:1                   | Stensättning                |              | Törnevalla, Östergötland |       | 58.469190, 15.849422 | 10051501040001 | Ladda upp en bild av detta fornminne      |
| Törnevalla 104:2                   | Stensättning                |              | Törnevalla, Östergötland |       | 58.469079, 15.848958 | 10051501040002 | Ladda upp en bild av detta fornminne      |
| Törnevalla 104:3                   | Grav markerad av sten/block |              | Törnevalla, Östergötland |       | 58.469017, 15.849108 | 10051501040003 | Ladda upp en bild av detta fornminne      |
| Törnevalla 104:4                   | Stensättning                |              | Törnevalla, Östergötland |       | 58.468981, 15.848800 | 10051501040004 | Ladda upp en bild av detta fornminne      |
| Törnevalla 105:1                   | Stensättning                |              | Törnevalla, Östergötland |       | 58.468878, 15.845287 | 10051501050001 | Ladda upp en bild av detta fornminne      |
| Törnevalla 106:1                   | Stensättning                |              | Törnevalla, Östergötland |       | 58.470253, 15.841997 | 10051501060001 | Ladda upp en bild av detta fornminne      |
| Törnevalla 107:1                   | Stensättning                |              | Törnevalla, Östergötland |       | 58.465586, 15.837216 | 10051501070001 | Ladda upp en bild av detta fornminne      |
| Törnevalla 107:2                   | Stensättning                |              | Törnevalla, Östergötland |       | 58.465787, 15.837897 | 10051501070002 | Ladda upp en bild av detta fornminne      |
| Törnevalla 108:1                   | Stensättning                |              | Törnevalla, Östergötland |       | 58.463991, 15.836442 | 10051501080001 | Ladda upp en bild av detta fornminne      |
| Törnevalla 108:2                   | Stensättning                |              | Törnevalla, Östergötland |       | 58.463748, 15.836644 | 10051501080002 | Ladda upp en bild av detta fornminne      |
| Törnevalla 108:3                   | Stensättning                |              | Törnevalla, Östergötland |       | 58.463895, 15.836499 | 10051501080003 | Ladda upp en bild av detta fornminne      |
| Törnevalla 109:1                   | Stensättning                |              | Törnevalla, Östergötland |       | 58.465487, 15.838975 | 10051501090001 | Ladda upp en bild av detta fornminne      |
| Törnevalla 109:2                   | Stensättning                |              | Törnevalla, Östergötland |       | 58.465287, 15.839206 | 10051501090002 | Ladda upp en bild av detta fornminne      |
| Törnevalla 110:1                   | Gravfält                    |              | Törnevalla, Östergötland |       | 58.464856, 15.847427 | 10051501100001 | Ladda upp en bild av detta fornminne      |
| Törnevalla 111:1                   | Gravfält                    |              | Törnevalla, Östergötland |       | 58.468332, 15.868914 | 10051501110001 | Ladda upp en bild av detta fornminne      |
| Törnevalla 113:1                   | Gravfält                    |              | Törnevalla, Östergötland |       | 58.467461, 15.866815 | 10051501130001 | Ladda upp en bild av detta fornminne      |
| Törnevalla 114:1                   | Gravfält                    |              | Törnevalla, Östergötland |       | 58.466945, 15.864081 | 10051501140001 | Ladda upp en bild av detta fornminne      |
| Törnevalla 115:1                   | Stensättning                |              | Törnevalla, Östergötland |       | 58.472580, 15.866119 | 10051501150001 | Ladda upp en bild av detta fornminne      |
| Törnevalla 115:2                   | Stensättning                |              | Törnevalla, Östergötland |       | 58.472604, 15.866338 | 10051501150002 | Ladda upp en bild av detta fornminne      |
| Törnevalla 115:3                   | Stensättning                |              | Törnevalla, Östergötland |       | 58.472712, 15.866282 | 10051501150003 | Ladda upp en bild av detta fornminne      |
| Törnevalla 116:1                   | Stensättning                |              | Törnevalla, Östergötland |       | 58.472726, 15.868923 | 10051501160001 | Ladda upp en bild av detta fornminne      |
| Törnevalla 119:1                   | Stensättning                |              | Törnevalla, Östergötland |       | 58.477293, 15.874002 | 10051501190001 | Ladda upp en bild av detta fornminne      |
| Törnevalla 119:2                   | Stensättning                |              | Törnevalla, Östergötland |       | 58.477647, 15.873955 | 10051501190002 | Ladda upp en bild av detta fornminne      |
| Törnevalla 119:3                   | Stensättning                |              | Törnevalla, Östergötland |       | 58.477715, 15.873768 | 10051501190003 | Ladda upp en bild av detta fornminne      |
| Törnevalla 119:4                   | Stensättning                |              | Törnevalla, Östergötland |       | 58.477882, 15.873859 | 10051501190004 | Ladda upp en bild av detta fornminne      |
| Törnevalla 120:2                   | Stensättning                |              | Törnevalla, Östergötland |       | 58.479991, 15.873423 | 10051501200002 | Ladda upp en bild av detta fornminne      |
| Törnevalla 120:4                   | Stensättning                |              | Törnevalla, Östergötland |       | 58.480143, 15.874124 | 10051501200004 | Ladda upp en bild av detta fornminne      |
| Törnevalla 120:5                   | Stensättning                |              | Törnevalla, Östergötland |       | 58.480048, 15.874150 | 10051501200005 | Ladda upp en bild av detta fornminne      |
| Törnevalla 123:1                   | Gravfält                    |              | Törnevalla, Östergötland |       | 58.481748, 15.869589 | 10051501230001 | Ladda upp en bild av detta fornminne      |
| Törnevalla 124:1                   | Stensättning                |              | Törnevalla, Östergötland |       | 58.482790, 15.871783 | 10051501240001 | Ladda upp en bild av detta fornminne      |
| Törnevalla 124:2                   | Stensättning                |              | Törnevalla, Östergötland |       | 58.482742, 15.871371 | 10051501240002 | Ladda upp en bild av detta fornminne      |
| Törnevalla 125:1                   | Gravfält                    |              | Törnevalla, Östergötland |       | 58.454657, 15.844800 | 10051501250001 | Ladda upp en bild av detta fornminne      |
| Törnevalla 127:1                   | Gravfält                    |              | Törnevalla, Östergötland |       | 58.456323, 15.833778 | 10051501270001 | Ladda upp en bild av detta fornminne      |
| Törnevalla 128:1                   | Gravfält                    |              | Törnevalla, Östergötland |       | 58.460902, 15.833556 | 10051501280001 | Ladda upp en bild av detta fornminne      |
| Törnevalla 129:1                   | Stensättning                |              | Törnevalla, Östergötland |       | 58.463931, 15.827756 | 10051501290001 | Ladda upp en bild av detta fornminne      |
| Törnevalla 129:2                   | Stensättning                |              | Törnevalla, Östergötland |       | 58.463924, 15.827993 | 10051501290002 | Ladda upp en bild av detta fornminne      |
| Törnevalla 129:3                   | Stensättning                |              | Törnevalla, Östergötland |       | 58.463914, 15.828756 | 10051501290003 | Ladda upp en bild av detta fornminne      |
| Törnevalla 129:4                   | Grav markerad av sten/block |              | Törnevalla, Östergötland |       | 58.463613, 15.828119 | 10051501290004 | Ladda upp en bild av detta fornminne      |
| Törnevalla 131:1                   | Grav- och boplatsområde     |              | Törnevalla, Östergötland |       | 58.460605, 15.842603 | 10051501310001 | Ladda upp en bild av detta fornminne      |
| Törnevalla 132:1                   | Stensättning                |              | Törnevalla, Östergötland |       | 58.461338, 15.843705 | 10051501320001 | Ladda upp en bild av detta fornminne      |
| Törnevalla 133:1                   | Stensättning                |              | Törnevalla, Östergötland |       | 58.464158, 15.843355 | 10051501330001 | Ladda upp en bild av detta fornminne      |
| Törnevalla 136:1                   | Stensättning                |              | Törnevalla, Östergötland |       | 58.465621, 15.874571 | 10051501360001 | Ladda upp en bild av detta fornminne      |
| Törnevalla 136:2                   | Stensättning                |              | Törnevalla, Östergötland |       | 58.465542, 15.874779 | 10051501360002 | Ladda upp en bild av detta fornminne      |
| Törnevalla 137:1                   | Stensättning                |              | Törnevalla, Östergötland |       | 58.462699, 15.876099 | 10051501370001 | Ladda upp en bild av detta fornminne      |
| Törnevalla 138:1                   | Stensättning                |              | Törnevalla, Östergötland |       | 58.463515, 15.875771 | 10051501380001 | Ladda upp en bild av detta fornminne      |
| Törnevalla 139:1                   | Gravfält                    |              | Törnevalla, Östergötland |       | 58.464132, 15.875867 | 10051501390001 | Ladda upp en bild av detta fornminne      |
| Törnevalla 140:1                   | Stensättning                |              | Törnevalla, Östergötland |       | 58.463667, 15.868893 | 10051501400001 | Ladda upp en bild av detta fornminne      |
| Törnevalla 140:2                   | Stensättning                |              | Törnevalla, Östergötland |       | 58.463368, 15.869081 | 10051501400002 | Ladda upp en bild av detta fornminne      |
| Törnevalla 140:3                   | Stensättning                |              | Törnevalla, Östergötland |       | 58.462943, 15.869486 | 10051501400003 | Ladda upp en bild av detta fornminne      |
| Törnevalla 141:1                   | Stensättning                |              | Törnevalla, Östergötland |       | 58.460218, 15.867623 | 10051501410001 | Ladda upp en bild av detta fornminne      |
| Törnevalla 141:2                   | Stensättning                |              | Törnevalla, Östergötland |       | 58.460296, 15.867446 | 10051501410002 | Ladda upp en bild av detta fornminne      |
| Törnevalla 142:1                   | Gravfält                    |              | Törnevalla, Östergötland |       | 58.459908, 15.866054 | 10051501420001 | Ladda upp en bild av detta fornminne      |
| Törnevalla 145:1                   | Stensättning                |              | Törnevalla, Östergötland |       | 58.456031, 15.861026 | 10051501450001 | Ladda upp en bild av detta fornminne      |
| Törnevalla 145:2                   | Stensättning                |              | Törnevalla, Östergötland |       | 58.455886, 15.861342 | 10051501450002 | Ladda upp en bild av detta fornminne      |
| Törnevalla 145:3                   | Stenkistgrav                |              | Törnevalla, Östergötland |       | 58.455803, 15.861526 | 10051501450003 | Ladda upp en bild av detta fornminne      |
| Törnevalla 146:1                   | Gravfält                    |              | Törnevalla, Östergötland |       | 58.455143, 15.862204 | 10051501460001 | Ladda upp en bild av detta fornminne      |
| Törnevalla 148:1                   | Röse                        |              | Törnevalla, Östergötland |       | 58.452869, 15.868535 | 10051501480001 | Ladda upp en bild av detta fornminne      |
| Törnevalla 149:1                   | Stensättning                |              | Törnevalla, Östergötland |       | 58.458775, 15.878619 | 10051501490001 | Ladda upp en bild av detta fornminne      |
| Törnevalla 149:2                   | Stensättning                |              | Törnevalla, Östergötland |       | 58.458282, 15.878602 | 10051501490002 | Ladda upp en bild av detta fornminne      |
| Törnevalla 149:4                   | Grav markerad av sten/block |              | Törnevalla, Östergötland |       | 58.458553, 15.878637 | 10051501490004 | Ladda upp en bild av detta fornminne      |
| Törnevalla 149:5                   | Grav markerad av sten/block |              | Törnevalla, Östergötland |       | 58.458070, 15.879140 | 10051501490005 | Ladda upp en bild av detta fornminne      |
| Törnevalla 150:1                   | Gravfält                    |              | Törnevalla, Östergötland |       | 58.453483, 15.870849 | 10051501500001 | Ladda upp en bild av detta fornminne      |
| Törnevalla 154:1                   | Stensättning                |              | Törnevalla, Östergötland |       | 58.457381, 15.863297 | 10051501540001 | Ladda upp en bild av detta fornminne      |
| Törnevalla 154:2                   | Stensättning                |              | Törnevalla, Östergötland |       | 58.457470, 15.863062 | 10051501540002 | Ladda upp en bild av detta fornminne      |
| Törnevalla 154:3                   | Stensättning                |              | Törnevalla, Östergötland |       | 58.457235, 15.863398 | 10051501540003 | Ladda upp en bild av detta fornminne      |
| Törnevalla 154:4                   | Stensättning                |              | Törnevalla, Östergötland |       | 58.457175, 15.862695 | 10051501540004 | Ladda upp en bild av detta fornminne      |
| Törnevalla 155:1                   | Stensättning                |              | Törnevalla, Östergötland |       | 58.456676, 15.864869 | 10051501550001 | Ladda upp en bild av detta fornminne      |
| Törnevalla 155:2                   | Stensättning                |              | Törnevalla, Östergötland |       | 58.456573, 15.864936 | 10051501550002 | Ladda upp en bild av detta fornminne      |
| Törnevalla 155:3                   | Stensättning                |              | Törnevalla, Östergötland |       | 58.456741, 15.865189 | 10051501550003 | Ladda upp en bild av detta fornminne      |
| Törnevalla 155:4                   | Stensättning                |              | Törnevalla, Östergötland |       | 58.456893, 15.864842 | 10051501550004 | Ladda upp en bild av detta fornminne      |
| Törnevalla 156:1                   | Gravfält                    |              | Törnevalla, Östergötland |       | 58.455751, 15.866444 | 10051501560001 | Ladda upp en bild av detta fornminne      |
| Törnevalla 158:1                   | Stensättning                |              | Törnevalla, Östergötland |       | 58.455160, 15.866437 | 10051501580001 | Ladda upp en bild av detta fornminne      |
| Törnevalla 158:2                   | Stensättning                |              | Törnevalla, Östergötland |       | 58.454883, 15.866523 | 10051501580002 | Ladda upp en bild av detta fornminne      |
| Törnevalla 158:3                   | Stensättning                |              | Törnevalla, Östergötland |       | 58.455285, 15.866891 | 10051501580003 | Ladda upp en bild av detta fornminne      |
| Törnevalla 161:1                   | Stensättning                |              | Törnevalla, Östergötland |       | 58.445827, 15.847514 | 10051501610001 | Ladda upp en bild av detta fornminne      |
| Törnevalla 161:2                   | Stensättning                |              | Törnevalla, Östergötland |       | 58.445692, 15.847344 | 10051501610002 | Ladda upp en bild av detta fornminne      |
| Törnevalla 161:3                   | Stensättning                |              | Törnevalla, Östergötland |       | 58.445329, 15.847391 | 10051501610003 | Ladda upp en bild av detta fornminne      |
| Törnevalla 162:1                   | Gravfält                    |              | Törnevalla, Östergötland |       | 58.448424, 15.846127 | 10051501620001 | Ladda upp en bild av detta fornminne      |
| Törnevalla 163:1                   | Gravfält                    |              | Törnevalla, Östergötland |       | 58.449366, 15.848184 | 10051501630001 | Ladda upp en bild av detta fornminne      |
| Törnevalla 164:1                   | Gravfält                    |              | Törnevalla, Östergötland |       | 58.446195, 15.849656 | 10051501640001 | Ladda upp en bild av detta fornminne      |
| Törnevalla 165:1                   | Stensättning                |              | Törnevalla, Östergötland |       | 58.448003, 15.849086 | 10051501650001 | Ladda upp en bild av detta fornminne      |
| Törnevalla 165:2                   | Stensättning                |              | Törnevalla, Östergötland |       | 58.447910, 15.849129 | 10051501650002 | Ladda upp en bild av detta fornminne      |
| Törnevalla 165:3                   | Stensättning                |              | Törnevalla, Östergötland |       | 58.447700, 15.849120 | 10051501650003 | Ladda upp en bild av detta fornminne      |
| Törnevalla 166:1                   | Stensättning                |              | Törnevalla, Östergötland |       | 58.438817, 15.861993 | 10051501660001 | Ladda upp en bild av detta fornminne      |
| Törnevalla 168:1                   | Stensättning                |              | Törnevalla, Östergötland |       | 58.437404, 15.851345 | 10051501680001 | Ladda upp en bild av detta fornminne      |
| Törnevalla 169:2                   | Grav markerad av sten/block |              | Törnevalla, Östergötland |       | 58.443064, 15.852572 | 10051501690002 | Ladda upp en bild av detta fornminne      |
| Törnevalla 170:1                   | Gravfält                    |              | Törnevalla, Östergötland |       | 58.444466, 15.855764 | 10051501700001 | Ladda upp en bild av detta fornminne      |
| Törnevalla 171:1                   | Gravfält                    |              | Törnevalla, Östergötland |       | 58.444180, 15.858191 | 10051501710001 | Ladda upp en bild av detta fornminne      |
| Törnevalla 172:1                   | Stensättning                |              | Törnevalla, Östergötland |       | 58.443140, 15.856261 | 10051501720001 | Ladda upp en bild av detta fornminne      |
| Törnevalla 172:2                   | Stensättning                |              | Törnevalla, Östergötland |       | 58.443124, 15.856743 | 10051501720002 | Ladda upp en bild av detta fornminne      |
| Törnevalla 172:4                   | Stensättning                |              | Törnevalla, Östergötland |       | 58.443469, 15.857042 | 10051501720004 | Ladda upp en bild av detta fornminne      |
| Törnevalla 173:1                   | Stensättning                |              | Törnevalla, Östergötland |       | 58.445627, 15.860782 | 10051501730001 | Ladda upp en bild av detta fornminne      |
| Törnevalla 173:2                   | Stensättning                |              | Törnevalla, Östergötland |       | 58.445500, 15.860684 | 10051501730002 | Ladda upp en bild av detta fornminne      |
| Törnevalla 174:1                   | Stensättning                |              | Törnevalla, Östergötland |       | 58.455469, 15.854458 | 10051501740001 | Ladda upp en bild av detta fornminne      |
| Törnevalla 175:1                   | Stensättning                |              | Törnevalla, Östergötland |       | 58.454817, 15.855356 | 10051501750001 | Ladda upp en bild av detta fornminne      |
| Törnevalla 176:1                   | Stensättning                |              | Törnevalla, Östergötland |       | 58.452408, 15.851657 | 10051501760001 | Ladda upp en bild av detta fornminne      |
| Törnevalla 176:2                   | Stensättning                |              | Törnevalla, Östergötland |       | 58.452252, 15.851518 | 10051501760002 | Ladda upp en bild av detta fornminne      |
| Törnevalla 177:1                   | Stensättning                |              | Törnevalla, Östergötland |       | 58.451226, 15.850594 | 10051501770001 | Ladda upp en bild av detta fornminne      |
| Törnevalla 178:1                   | Stensättning                |              | Törnevalla, Östergötland |       | 58.450164, 15.851973 | 10051501780001 | Ladda upp en bild av detta fornminne      |
| Törnevalla 178:2                   | Stensättning                |              | Törnevalla, Östergötland |       | 58.450340, 15.852862 | 10051501780002 | Ladda upp en bild av detta fornminne      |
| Törnevalla 180:1                   | Stensättning                |              | Törnevalla, Östergötland |       | 58.452476, 15.855352 | 10051501800001 | Ladda upp en bild av detta fornminne      |
| Törnevalla 180:2                   | Stensättning                |              | Törnevalla, Östergötland |       | 58.452390, 15.855088 | 10051501800002 | Ladda upp en bild av detta fornminne      |
| Törnevalla 180:3                   | Stensättning                |              | Törnevalla, Östergötland |       | 58.452203, 15.855226 | 10051501800003 | Ladda upp en bild av detta fornminne      |
| Törnevalla 180:4                   | Stenkistgrav                |              | Törnevalla, Östergötland |       | 58.452428, 15.855537 | 10051501800004 | Ladda upp en bild av detta fornminne      |
| Törnevalla 183:1                   | Stensättning                |              | Törnevalla, Östergötland |       | 58.440236, 15.851479 | 10051501830001 | Ladda upp en bild av detta fornminne      |
| Törnevalla 184:1                   | Stensättning                |              | Törnevalla, Östergötland |       | 58.439832, 15.850274 | 10051501840001 | Ladda upp en bild av detta fornminne      |
| Törnevalla 186:1                   | Stensättning                |              | Törnevalla, Östergötland |       | 58.439838, 15.845619 | 10051501860001 | Ladda upp en bild av detta fornminne      |
| Törnevalla 187:1                   | Stensättning                |              | Törnevalla, Östergötland |       | 58.438012, 15.838891 | 10051501870001 | Ladda upp en bild av detta fornminne      |
| Törnevalla 188:1                   | Stensättning                |              | Törnevalla, Östergötland |       | 58.437061, 15.837354 | 10051501880001 | Ladda upp en bild av detta fornminne      |
| Törnevalla 188:2                   | Grav markerad av sten/block |              | Törnevalla, Östergötland |       | 58.437383, 15.837316 | 10051501880002 | Ladda upp en bild av detta fornminne      |
| Törnevalla 188:3                   | Stensättning                |              | Törnevalla, Östergötland |       | 58.437419, 15.837434 | 10051501880003 | Ladda upp en bild av detta fornminne      |
| Törnevalla 189:1                   | Stensättning                |              | Törnevalla, Östergötland |       | 58.437237, 15.836167 | 10051501890001 | Ladda upp en bild av detta fornminne      |
| Törnevalla 189:2                   | Stensättning                |              | Törnevalla, Östergötland |       | 58.437274, 15.836401 | 10051501890002 | Ladda upp en bild av detta fornminne      |
| Törnevalla 189:3                   | Stensättning                |              | Törnevalla, Östergötland |       | 58.437407, 15.836385 | 10051501890003 | Ladda upp en bild av detta fornminne      |
| Törnevalla 189:4                   | Stensättning                |              | Törnevalla, Östergötland |       | 58.436836, 15.836018 | 10051501890004 | Ladda upp en bild av detta fornminne      |
| Törnevalla 189:5                   | Stensättning                |              | Törnevalla, Östergötland |       | 58.436771, 15.835851 | 10051501890005 | Ladda upp en bild av detta fornminne      |
| Törnevalla 190:1                   | Grav markerad av sten/block |              | Törnevalla, Östergötland |       | 58.438457, 15.834729 | 10051501900001 | Ladda upp en bild av detta fornminne      |
| Törnevalla 191:1                   | Stensättning                |              | Törnevalla, Östergötland |       | 58.439044, 15.837224 | 10051501910001 | Ladda upp en bild av detta fornminne      |
| Törnevalla 192:1                   | Stensättning                |              | Törnevalla, Östergötland |       | 58.440619, 15.840097 | 10051501920001 | Ladda upp en bild av detta fornminne      |
| Törnevalla 193:1                   | Stensättning                |              | Törnevalla, Östergötland |       | 58.441070, 15.841043 | 10051501930001 | Ladda upp en bild av detta fornminne      |
| Törnevalla 193:2                   | Stensättning                |              | Törnevalla, Östergötland |       | 58.440972, 15.841379 | 10051501930002 | Ladda upp en bild av detta fornminne      |
| Törnevalla 193:3                   | Stensättning                |              | Törnevalla, Östergötland |       | 58.441077, 15.841310 | 10051501930003 | Ladda upp en bild av detta fornminne      |
| Törnevalla 195:1                   | Gravfält                    |              | Törnevalla, Östergötland |       | 58.441030, 15.839140 | 10051501950001 | Ladda upp en bild av detta fornminne      |
| Törnevalla 196:1                   | Gravfält                    |              | Törnevalla, Östergötland |       | 58.442571, 15.836457 | 10051501960001 | Ladda upp en bild av detta fornminne      |
| Törnevalla 197:1                   | Stensättning                |              | Törnevalla, Östergötland |       | 58.443218, 15.837635 | 10051501970001 | Ladda upp en bild av detta fornminne      |
| Törnevalla 197:2                   | Stensättning                |              | Törnevalla, Östergötland |       | 58.443183, 15.838005 | 10051501970002 | Ladda upp en bild av detta fornminne      |
| Törnevalla 198:1                   | Stensättning                |              | Törnevalla, Östergötland |       | 58.438661, 15.831272 | 10051501980001 | Ladda upp en bild av detta fornminne      |
| Törnevalla 199:1                   | Gravfält                    |              | Törnevalla, Östergötland |       | 58.438582, 15.829810 | 10051501990001 | Ladda upp en bild av detta fornminne      |
| Törnevalla 201:1                   | Stensättning                |              | Törnevalla, Östergötland |       | 58.448158, 15.859467 | 10051502010001 | Ladda upp en bild av detta fornminne      |
| Törnevalla 201:2                   | Stensättning                |              | Törnevalla, Östergötland |       | 58.448045, 15.859308 | 10051502010002 | Ladda upp en bild av detta fornminne      |
| Törnevalla 203:1                   | Stensättning                |              | Törnevalla, Östergötland |       | 58.449573, 15.856929 | 10051502030001 | Ladda upp en bild av detta fornminne      |
| Törnevalla 204:1                   | Stensättning                |              | Törnevalla, Östergötland |       | 58.452502, 15.853312 | 10051502040001 | Ladda upp en bild av detta fornminne      |
| Törnevalla 204:2                   | Stensättning                |              | Törnevalla, Östergötland |       | 58.452389, 15.853314 | 10051502040002 | Ladda upp en bild av detta fornminne      |
| Törnevalla 205:1                   | Gravfält                    |              | Törnevalla, Östergötland |       | 58.449989, 15.836708 | 10051502050001 | Ladda upp en bild av detta fornminne      |
| Ög 221 (Törnevalla 205:2)          | Runristning                 |              | Törnevalla, Östergötland |       | 58.450126, 15.836287 | 10051502050002 | Ladda upp en till bild av detta fornminne |
| Törnevalla 206:1                   | Gravfält                    |              | Törnevalla, Östergötland |       | 58.447406, 15.837901 | 10051502060001 | Ladda upp en bild av detta fornminne      |
| Törnevalla 207:1                   | Gravfält                    |              | Törnevalla, Östergötland |       | 58.447390, 15.828374 | 10051502070001 | Ladda upp en bild av detta fornminne      |
| Törnevalla 210:1                   | Gravfält                    |              | Törnevalla, Östergötland |       | 58.426398, 15.826182 | 10051502100001 | Ladda upp en bild av detta fornminne      |
| Törnevalla 211:1                   | Stensättning                |              | Törnevalla, Östergötland |       | 58.417994, 15.825553 | 10051502110001 | Ladda upp en bild av detta fornminne      |
| Törnevalla 213:1                   | Stensättning                |              | Törnevalla, Östergötland |       | 58.457936, 15.884932 | 10051502130001 | Ladda upp en bild av detta fornminne      |
| Törnevalla 214:1                   | Stensättning                |              | Törnevalla, Östergötland |       | 58.458285, 15.886498 | 10051502140001 | Ladda upp en bild av detta fornminne      |
| Törnevalla 214:2                   | Stenkistgrav                |              | Törnevalla, Östergötland |       | 58.458356, 15.886362 | 10051502140002 | Ladda upp en bild av detta fornminne      |
| Törnevalla 215:1                   | Stensättning                |              | Törnevalla, Östergötland |       | 58.440438, 15.770117 | 10051502150001 | Ladda upp en bild av detta fornminne      |
| Törnevalla 216:1                   | Stensättning                |              | Törnevalla, Östergötland |       | 58.433787, 15.805546 | 10051502160001 | Ladda upp en bild av detta fornminne      |
| Törnevalla 217:1                   | Stensättning                |              | Törnevalla, Östergötland |       | 58.447044, 15.856906 | 10051502170001 | Ladda upp en bild av detta fornminne      |
| Ög MÖLM1960;230 (Törnevalla 218:1) | Runristning                 |              | Törnevalla, Östergötland |       | 58.451525, 15.829424 | 10051502180001 | Ladda upp en till bild av detta fornminne |
| Ög 222 (Törnevalla 218:2)          | Runristning                 |              | Törnevalla, Östergötland |       | 58.451288, 15.829510 | 10051502180002 | Ladda upp en till bild av detta fornminne |
| Törnevalla 220:1                   | Gravfält                    |              | Törnevalla, Östergötland |       | 58.453864, 15.817990 | 10051502200001 | Ladda upp en bild av detta fornminne      |
| Törnevalla 223:1                   | Stensättning                |              | Törnevalla, Östergötland |       | 58.477221, 15.857937 | 10051502230001 | Ladda upp en bild av detta fornminne      |
| Törnevalla 233:1                   | Hällristning                |              | Törnevalla, Östergötland |       | 58.483849, 15.878038 | 10051502330001 | Ladda upp en bild av detta fornminne      |
| Törnevalla 235:1                   | Stensättning                |              | Törnevalla, Östergötland |       | 58.482293, 15.876450 | 10051502350001 | Ladda upp en bild av detta fornminne      |
| Törnevalla 238:1                   | Stensättning                |              | Törnevalla, Östergötland |       | 58.468407, 15.834900 | 10051502380001 | Ladda upp en bild av detta fornminne      |
| Törnevalla 238:2                   | Stensättning                |              | Törnevalla, Östergötland |       | 58.468477, 15.833829 | 10051502380002 | Ladda upp en bild av detta fornminne      |
| Törnevalla 245:1                   | Stensättning                |              | Törnevalla, Östergötland |       | 58.454015, 15.872033 | 10051502450001 | Ladda upp en bild av detta fornminne      |
| Törnevalla 247:1                   | Stensättning                |              | Törnevalla, Östergötland |       | 58.447692, 15.837323 | 10051502470001 | Ladda upp en bild av detta fornminne      |
| Törnevalla 251:1                   | Gravfält                    |              | Törnevalla, Östergötland |       | 58.472733, 15.809534 | 10051502510001 | Ladda upp en bild av detta fornminne      |
| Törnevalla 253:1                   | Gravfält                    |              | Törnevalla, Östergötland |       | 58.445180, 15.850750 | 10051502530001 | Ladda upp en bild av detta fornminne      |
| Törnevalla 255:1                   | Stensättning                |              | Törnevalla, Östergötland |       | 58.458145, 15.767640 | 10051502550001 | Ladda upp en bild av detta fornminne      |
| Törnevalla 255:3                   | Stensättning                |              | Törnevalla, Östergötland |       | 58.458095, 15.768004 | 10051502550003 | Ladda upp en bild av detta fornminne      |
| Törnevalla 258:1                   | Stensättning                |              | Törnevalla, Östergötland |       | 58.454389, 15.763107 | 10051502580001 | Ladda upp en bild av detta fornminne      |
| Törnevalla 260:4                   | Stensättning                |              | Törnevalla, Östergötland |       | 58.451867, 15.782557 | 10051502600004 | Ladda upp en bild av detta fornminne      |
| Törnevalla 261:1                   | Stensättning                |              | Törnevalla, Östergötland |       | 58.453220, 15.778522 | 10051502610001 | Ladda upp en bild av detta fornminne      |
| Törnevalla 266:2                   | Stensättning                |              | Törnevalla, Östergötland |       | 58.458973, 15.789489 | 10051502660002 | Ladda upp en bild av detta fornminne      |
| Törnevalla 266:3                   | Stensättning                |              | Törnevalla, Östergötland |       | 58.459024, 15.789711 | 10051502660003 | Ladda upp en bild av detta fornminne      |
| Törnevalla 266:4                   | Stensättning                |              | Törnevalla, Östergötland |       | 58.459134, 15.789559 | 10051502660004 | Ladda upp en bild av detta fornminne      |
| Törnevalla 268:1                   | Stensättning                |              | Törnevalla, Östergötland |       | 58.456133, 15.789237 | 10051502680001 | Ladda upp en bild av detta fornminne      |
| Törnevalla 271:1                   | Stensättning                |              | Törnevalla, Östergötland |       | 58.458340, 15.795458 | 10051502710001 | Ladda upp en bild av detta fornminne      |
| Törnevalla 277:1                   | Stensättning                |              | Törnevalla, Östergötland |       | 58.456637, 15.812876 | 10051502770001 | Ladda upp en bild av detta fornminne      |
| Törnevalla 277:2                   | Stensättning                |              | Törnevalla, Östergötland |       | 58.456623, 15.811958 | 10051502770002 | Ladda upp en bild av detta fornminne      |
| Törnevalla 277:3                   | Stensättning                |              | Törnevalla, Östergötland |       | 58.456461, 15.812867 | 10051502770003 | Ladda upp en bild av detta fornminne      |
| Törnevalla 279:1                   | Stensättning                |              | Törnevalla, Östergötland |       | 58.454814, 15.821290 | 10051502790001 | Ladda upp en bild av detta fornminne      |
| Törnevalla 279:2                   | Hällristning                |              | Törnevalla, Östergötland |       | 58.454908, 15.821253 | 10051502790002 | Ladda upp en bild av detta fornminne      |
| Törnevalla 281:2                   | Stensättning                |              | Törnevalla, Östergötland |       | 58.464586, 15.802236 | 10051502810002 | Ladda upp en bild av detta fornminne      |
| Törnevalla 283:1                   | Stensättning                |              | Törnevalla, Östergötland |       | 58.438036, 15.774689 | 10051502830001 | Ladda upp en bild av detta fornminne      |
| Törnevalla 285:1                   | Hällristning                |              | Törnevalla, Östergötland |       | 58.438544, 15.767056 | 10051502850001 | Ladda upp en bild av detta fornminne      |
| Törnevalla 287:1                   | Stensättning                |              | Törnevalla, Östergötland |       | 58.440623, 15.767002 | 10051502870001 | Ladda upp en bild av detta fornminne      |
| Törnevalla 287:3                   | Stensättning                |              | Törnevalla, Östergötland |       | 58.440234, 15.767180 | 10051502870003 | Ladda upp en bild av detta fornminne      |
| Törnevalla 290:1                   | Stensättning                |              | Törnevalla, Östergötland |       | 58.440818, 15.802713 | 10051502900001 | Ladda upp en bild av detta fornminne      |
| Törnevalla 290:2                   | Stensättning                |              | Törnevalla, Östergötland |       | 58.440732, 15.802600 | 10051502900002 | Ladda upp en bild av detta fornminne      |
| Törnevalla 292:1                   | Stensättning                |              | Törnevalla, Östergötland |       | 58.437424, 15.804270 | 10051502920001 | Ladda upp en bild av detta fornminne      |
| Törnevalla 295:1                   | Hällristning                |              | Törnevalla, Östergötland |       | 58.433896, 15.788843 | 10051502950001 | Ladda upp en bild av detta fornminne      |
| Törnevalla 302:1                   | Gravfält                    |              | Törnevalla, Östergötland |       | 58.421417, 15.817342 | 10051503020001 | Ladda upp en bild av detta fornminne      |
| Törnevalla 303:1                   | Stensättning                |              | Törnevalla, Östergötland |       | 58.419839, 15.827528 | 10051503030001 | Ladda upp en bild av detta fornminne      |
| Törnevalla 304:1                   | Stensättning                |              | Törnevalla, Östergötland |       | 58.442810, 15.821345 | 10051503040001 | Ladda upp en bild av detta fornminne      |
| Törnevalla 304:2                   | Stensättning                |              | Törnevalla, Östergötland |       | 58.442704, 15.821585 | 10051503040002 | Ladda upp en bild av detta fornminne      |
| Törnevalla 308:1                   | Stensättning                |              | Törnevalla, Östergötland |       | 58.447002, 15.838793 | 10051503080001 | Ladda upp en bild av detta fornminne      |
| Törnevalla 308:3                   | Stensättning                |              | Törnevalla, Östergötland |       | 58.446903, 15.838806 | 10051503080003 | Ladda upp en bild av detta fornminne      |
| Törnevalla 310:2                   | Stensättning                |              | Törnevalla, Östergötland |       | 58.437723, 15.834733 | 10051503100002 | Ladda upp en bild av detta fornminne      |
| Törnevalla 310:3                   | Stensättning                |              | Törnevalla, Östergötland |       | 58.437612, 15.834713 | 10051503100003 | Ladda upp en bild av detta fornminne      |
| Törnevalla 310:5                   | Stensättning                |              | Törnevalla, Östergötland |       | 58.437073, 15.835189 | 10051503100005 | Ladda upp en bild av detta fornminne      |
| Törnevalla 313:1                   | Gravfält                    |              | Törnevalla, Östergötland |       | 58.441251, 15.840340 | 10051503130001 | Ladda upp en bild av detta fornminne      |
| Törnevalla 315:1                   | Stensättning                |              | Törnevalla, Östergötland |       | 58.447122, 15.846113 | 10051503150001 | Ladda upp en bild av detta fornminne      |
| Törnevalla 318:1                   | Stensättning                |              | Törnevalla, Östergötland |       | 58.440238, 15.823345 | 10051503180001 | Ladda upp en bild av detta fornminne      |
| Törnevalla 323:1                   | Gravfält                    |              | Törnevalla, Östergötland |       | 58.442369, 15.782150 | 10051503230001 | Ladda upp en bild av detta fornminne      |
| Törnevalla 324:1                   | Stensättning                |              | Törnevalla, Östergötland |       | 58.437671, 15.767929 | 10051503240001 | Ladda upp en bild av detta fornminne      |
| Törnevalla 326:1                   | Stensättning                |              | Törnevalla, Östergötland |       | 58.424730, 15.798713 | 10051503260001 | Ladda upp en bild av detta fornminne      |
| Törnevalla 326:3                   | Stensättning                |              | Törnevalla, Östergötland |       | 58.424301, 15.798026 | 10051503260003 | Ladda upp en bild av detta fornminne      |
| Törnevalla 331:1                   | Stensättning                |              | Törnevalla, Östergötland |       | 58.463163, 15.876833 | 10051503310001 | Ladda upp en bild av detta fornminne      |
| Törnevalla 332:1                   | Stensättning                |              | Törnevalla, Östergötland |       | 58.463121, 15.878067 | 10051503320001 | Ladda upp en bild av detta fornminne      |
| Törnevalla 334:1                   | Grav- och boplatsområde     |              | Törnevalla, Östergötland |       | 58.442240, 15.775000 | 10051503340001 | Ladda upp en bild av detta fornminne      |
| Törnevalla 335:1                   | Stensättning                |              | Törnevalla, Östergötland |       | 58.468239, 15.850862 | 10051503350001 | Ladda upp en bild av detta fornminne      |
| Törnevalla 335:2                   | Stensättning                |              | Törnevalla, Östergötland |       | 58.468336, 15.850717 | 10051503350002 | Ladda upp en bild av detta fornminne      |